# Bryan Coquard
Bryan Coquard   (Saint-Nazaire, 25 d'abril de 1992) és un ciclista francès professional des del 2013. També combina el ciclisme en pista on ha aconseguit una medalla d'argent als Jocs Olímpics de Londres en la prova d'Òmnium.

## Palmarès en pista
- 2009
  -  Campió del món júnior en Òmnium
  -  Campió d'Europa júnior en Scratch
- 2010
  -  Campió del món júnior en Òmnium
  -  Campió de França en Persecució per equips
- 2011
  -  Campió de França en Persecució per equips
  -  Campió de França en scratch
- 2012
  -  Medalla de plata als Jocs Olímpics de Londres en Òmnium
  -  Campió de França en Òmnium
  -  Campió de França en Madison
- 2013
  -  Campió d'Europa sub-23 en Madison (amb Thomas Boudat)
- 2015
  -  Campió del món de Madison (amb Morgan Kneisky)
  -  Campió d'Europa en Cursa per eliminació
  -  Campió de França en Madison (amb Thomas Boudat)
  -  Campió de França en Persecució per equips (amb Thomas Boudat, Bryan Nauleau i Julien Morice)

### Resultats a laCopa del Món
- 2011-2012
  - 1r a la Classificació general, en Òmnium

## Palmarès en ruta
- 2012
  - 1r al Gran Premi Cristal Energie
  - Vencedor d'una etapa del Tour de Berlín
- 2013
  - 1r al Châteauroux Classic de l'Indre
  - 1r a la Challenge Sprint Pro
  - Vencedor de 2 etapes de l'Étoile de Bessèges
  - Vencedor de 2 etapes del Tour de Langkawi
  - Vencedor d'una etapa del Tour de Picardia
- 2014
  - 1r a la Ruta Adélie de Vitré
  - 1r a la París-Camembert
  - Vencedor de 2 etapes de l'Étoile de Bessèges
  - Vencedor d'una etapa del Tour de Picardia
- 2015
  - Vencedor d'una etapa de l'Étoile de Bessèges
  - Vencedor d'una etapa als Quatre dies de Dunkerque
  - Vencedor de 2 etapes a la Ruta del Sud
- 2016
  - 1r a la Ruta Adélie de Vitré
  - 1r als Quatre dies de Dunkerque i vencedor de 3 etapes
  - 1r als Boucles de la Mayenne i vencedor de 2 etapes
  - Vencedor de 2 etapes de l'Étoile de Bessèges
  - Vencedor d'una etapa del Circuit de la Sarthe
  - Vencedor de 2 etapes de la Ruta del Sud
- 2017
  - Vencedor d'una etapa a la Volta a la Comunitat Valenciana
  - Vencedor d'una etapa a la Volta a Andalusia
  - Vencedor de 2 etapes al Circuit de la Sarthe
  - Vencedor d'una etapa a la Volta a Bèlgica
- 2018
  - Vencedor d'una etapa al Tour d'Oman
  - Vencedor d'una etapa dels Quatre dies de Dunkerque
  - Vencedor d'una etapa a la Volta a Bèlgica
- 2019
  - 1r al Gran Premi Marcel Kint
  - 1r al Gran Premi Pino Cerami
  - Vencedor d'una etapa a l'Étoile de Bessèges
  - Vencedor d'una etapa al Circuit de la Sarthe
  - Vencedor d'una etapa als Quatre dies de Dunkerque
  - Vencedor d'una etapa als Boucles de la Mayenne
  - Vencedor d'una etapa al Volta a Bèlgica
  - Vencedor d'una etapa a l'Arctic Race of Norway
- 2020
  - Vencedor d'una etapa de la Ruta d'Occitània
- 2022
  - 1r al Tour de Vendée
  - Vencedor d'una etapa a l'Étoile de Bessèges
  - Vencedor d'una etapa al Tour La Provence
- 2023
  - Vencedor d'una etapa al Tour Down Under
  - Vencedor de 2 etapes al Région Pays de la Loire Tour
- 2024
  - Vencedor d'una etapa a la Volta a Suïssa
- 2025
  - Vencedor d'una etapa al Tour Down Under

### Resultats al Tour de França
- 2014. 104è de la classificació general
- 2015. 110è de la classificació general
- 2016. 113è de la classificació general
- 2020. 122è de la classificació general
- 2021. Fora de control (9a etapa)
- 2023. 98è de la classificació general

### Resultats a la Volta a Espanya
- 2022. No surt (17a etapa)
- 2023. No surt (5a etapa)